# I Got a Boy
Pour la chanson tirée de l'album, voir I Got a Boy (chanson).
Albums de Girls' Generation
Girls & Peace
(2012) Best Selection Non Stop Mix
(2013)
Singles
1. Dancing Queen
Sortie : 21 décembre 2012
2. I Got a Boy
Sortie : 1er janvier 2013

I Got a Boy est le quatrième album studio coréen (six en tout) du girl group sud-coréen Girls' Generation. Il est sorti le 1er janvier 2013 sous SM Entertainment.

## Promotion
Le titre, "Dancing Queen", est mis en ligne le 21 décembre 2012. Le titre-phare, "I Got a Boy" est sorti en version numérique le 1er janvier 2013. L'album en entier est sorti le 2 janvier 2013.

## Liste des titres
| 1.    | I Got a Boy                                        | Yoo Young Jin                              | Will Simms, Anne Judith Wik, Sarah Lundbäck Bell, Yoo Young Jin         | 4:31 |
| 2.    | Dancing Queen                                      | Yoon Hyo-sang, Jessica Jung, Tiffany Hwang | Stephen Andrew Booker, Aimee Ann Duffy, Kenzie                          | 3:35 |
| 3.    | Baby Maybe                                         | Choi Soo-young, Kwon Yuri, Seo Joo-hyun    | Mich Hansen, Jonas Jeberg, Ruth-Anne Cunningham, Victoria Lott          | 3:43 |
| 4.    | Talk Talk (말해봐)                                 | Kim Tae-sung                               | Mason Charlie, Oscar Michael G. Rres, Danny Saucedo                     | 2:46 |
| 5.    | Promise                                            | Mo-ul                                      | Joseph Belmaati                                                         | 3:15 |
| 6.    | Express 999                                        | Kim Jung-bae                               | Kenzie                                                                  | 3:27 |
| 7.    | Lost In Love (유리아이) (Taeyeon and Tiffany duet) | Park Chang-hyun                            | Park Chang-hyun                                                         | 4:00 |
| 8.    | Look at Me                                         | Jun Gan-di                                 | Johan Gustafson, Fredrik Häggstam, Sebastian Lundberg, Louis Schoorl    | 3:01 |
| 9.    | XYZ                                                | Kwon Yuri, Seo Joo-hyun                    | Jonathan Yip, Jeremy L. Reeves, Ray Romulus, Victoria Horn              | 3:15 |
| 10.   | Romantic St. (낭만길)                              | Lee Shin-sung, Lee Chan-mi, Sumi           | Matthew Heath, Hailey Collier, DK, Jordan Kyle, Hyuk Shin, Jee Yoon Yoo | 4:00 |
| 35:34 |                                                    |                                            |                                                                         |      |

| 1. | I Got a Boy (Music Video)             |  |
| 2. | Dancing Queen (Music Video)           |  |
| 3. | I Got a Boy (Music Video Making Film) |  |

## Classement
| Pays                            | Classement           | Meilleure position |
| ------------------------------- | -------------------- | ------------------ |
| Corée du Sud (Gaon Music Chart) | Weekly albums chart  | 1                  |
| Corée du Sud (Gaon Music Chart) | Monthly albums chart | 1                  |
| Corée du Sud (Gaon Music Chart) | Yearly albums chart  | 2                  |
| Japon (Oricon)                  | Weekly albums chart, | 7                  |
| Japon (Oricon)                  | Monthly albums chart | 22                 |
| Taïwan (G-Music)                | Albums chart         | 3                  |
| États-Unis (Billboard)          | World Albums         | 1                  |
| États-Unis (Billboard)          | Top Heatseekers      | 2                  |
| États-Unis (Billboard)          | Independent Albums   | 23                 |
| Chine (Sino Chart)              | Albums chart         | 13                 |

### Ventes et certifications
| Classement                                   | Quantité        |
| -------------------------------------------- | --------------- |
| Gaon physical sales,                         | Plus de 301 453 |
| Japon Oricon physical sales (Korean Edition) | 53 563          |

## Historique de sortie
| Région        | Format                   | Date             | Label                          | Édition                                  | Catalogue  |
| ------------- | ------------------------ | ---------------- | ------------------------------ | ---------------------------------------- | ---------- |
| Monde entier  | Téléchargement numérique | 1er janvier 2013 | SM Entertainment               | Regular Edition avec iTunes LP           |            |
| Corée du Sud, | CD                       | 2 janvier 2013   | SM Entertainment, KMP Holdings | Regular Edition (Group et solo versions) | SMK0263,   |
| Singapour     | CD                       | 4 janvier 2013   | Universal Music                | Regular Edition (Group et solo versions) | SMK0263,   |
| Thaïlande     | CD                       | 10 janvier 2013  | SM True                        | Regular Edition (Group et solo versions) |            |
| Hong Kong     | CD                       | 14 janvier 2013  | Universal Music                | Regular Edition (Group et solo versions) | SMK0263    |
| Philippines   | CD                       | 19 janvier 2013  | SM Entertainment, MCA Music    | Regular Edition (Group et solo versions) | SMK0263    |
| Taïwan        | CD                       | 1er février 2013 | Universal Music                | Regular Edition (Group et solo versions) |            |
| Japon         | CD                       | 13 février 2013  | Nayutawave Records             | Regular Edition (Group cover)            | POCS-21036 |
| Indonésie     | CD                       | 4 juin 2013      | Universal Music                | Regular Edition (Group cover)            |            |
| Taïwan        | CD, DVD                  | 17 juillet 2013  | Universal Music                | Regular Edition (Group version)          |            |